# Voz (empresa)
VOZ é uma empresa hispana estadounidense de mídia em espanhol e inglês, fundada em 2022 por Orlando Salazar junto com Pablo Kleinman. Sua sede está em Las Colinas, Dallas, Estados Unidos.

## História
Orlando Salazar fundou VOZ em 2022 e é seu Diretor Executivo (C.E.O.). Salazar também é  proprietário de uma empresa ganadeira e desenvolvedor de empreendimentos imobiliários comerciais. Salazar, que foi vice-presidente da Assembleia Nacional Hispana Republicana segundo está consignado em sua página de Facebook, se referiu aos conteúdos de VOZ como "de centro direita".
Seu cofundador, Pablo Kleinman, que desempenha as funções de Diretor de Operações (C.O.O.) da empresa, é uma figura conhecida nos meios hispanos e nos círculos políticos estadounidenses. Kleinman foi apresentador do seu próprio programa diário de entrevistas em Univision Rádio até princípios de 2021. Anteriormente fundou várias empresas de tecnologia e meios de comunicação, e fez uma breve incursão na política como candidato ao Congresso Federal dos Estados Unidos. Aliás, participou como membro do Comité Executivo do Partido Republicano da Califórnia.
Segundo o jornal The Dallas Morning News, VOZ aspira a se converter num rival de centro-direita das redes de televisão dominantes em espanhol nos Estados Unidos, Univisión e Telemundo. Os colaboradores de VOZ incluem a reconhecidos jornalistas de fala espanhola, influencers de Internet, bem como membros de grupos hispanos conservadores, ex servidores públicos que serviram nas presidências de Donald Trump e George W. Bush.
Para o ano 2023, VOZ contava com escritórios e estudos de televisão no área de Dallas, em Miami e em Madrid, Espanha.